# Frederik II van Hessen-Homburg
Frederik II van Hessen-Homburg (Homburg, 30 maart 1633 - aldaar, 24 januari 1708) was van 1680 tot aan zijn dood landgraaf van Hessen-Homburg. Hij behoorde tot het huis Hessen-Homburg.

## Levensloop

### Jeugd
Frederik II was de jongste zoon van landgraaf Frederik I van Hessen-Homburg uit diens huwelijk met Margaretha Elisabetha van Leiningen-Westerburg-Schaumburg. Op verzoek van zijn moeder werd hij samen met zijn neven, de zonen van landgraaf George II van Hessen-Darmstadt, onderwezen aan de hofschool in Marburg.
Toen de Franse veldmaarschalk Henri de La Tour d'Auvergne, de burggraaf van Turenne, in de buurt van Homburg opdook, werd Frederik door zijn moeder naar hem gestuurd, om de veldmaarschalk te overtuigen het landgraafschap Hessen-Homburg te ontzien. Turenne was zodanig onder de indruk van de prins, dat hij hem in zijn leger wilde opnemen en zijn militaire opleiding wilde financieren. Dit stuitte echter op de weerstand van zijn moeder, waardoor de plannen niet doorgingen.
Op zijn zestiende maakte hij een grand tour door Frankrijk en Italië, die hij afsloot met een studie aan de Universiteit van Genève. Hij volgde er niet echt een academische studie, maar leerde er dansen, paardrijden, schermen en zijn Franse taalvaardigheden verbeteren. Enkele jaren later, in 1653, werd hij door hertog Willem van Saksen-Weimar opgenomen in het literaire Vruchtdragende Gezelschap.

### Carrière
Aangezien zijn oudere broers hoger in de lijn van erfopvolging stonden dan hij, volgde Frederik een militaire carrière. In 1654 werd hij officier in het Zweedse leger. Tijdens de Noordse Oorlog raakte Frederik in 1659 tijdens een onweer boven Kopenhagen zo zwaar gewond, dat zijn rechteronderbeen geamputeerd moest worden. Voortaan moest hij een houten prothese dragen. Desondanks werd hij hetzelfde jaar tot generaal-majoor bevorderd en werd hij door koning Karel X van Zweden benoemd tot stadhouder van Lijfland. Na de dood van Karel X in 1660 en de Zweedse nederlaag in de Noordse Oorlog, verliet Frederik in 1661 het Zweedse leger.
Op 12 mei 1661 huwde Frederik met de ruim dertig jaar oudere Margareta Brahe (1603-1669), de vermogende weduwe van de Zweedse staatsman Johan Axelsson Oxenstierna. Omdat Margareta al ruim zestig jaar was, bleef het huwelijk kinderloos. Met de middelen van zijn in 1669 overleden echtgenote verwierf Frederik verschillende landerijen in Brandenburg. Frederik was bevriend met keurvorst Frederik Willem van Brandenburg en op 23 oktober 1670 hertrouwde hij in Cölln met diens nicht Louise Elisabeth van Koerland (1646-1690), dochter van Jacob Kettler, hertog van Koerland.
Als generaal van de cavalerie kreeg hij in 1672 het commando over het volledige Brandenburgse leger. Tussen 1672 en 1674 vocht hij tijdens de Hollandse Oorlog in de Elzas tegen de Franse troepen onder leiding van maarschalk Turenne. Als commandant van de Brandenburgse cavalerie viel hij in 1675 tijdens de Slag bij Fehrbellin, een onderdeel van de Schoonse Oorlog tussen Brandenburg en Zweden, zonder bevel de Zweedse troepen aan. Hij kon het Zweedse leger een zware nederlaag toebrengen, die beslissend zou zijn voor de rest van de oorlog, maar kwam tegelijkertijd in conflict met Frederik Willem, aangezien hij op eigen houtje had gehandeld. Hij nam ook nog deel aan de veldtochten in Pommeren en Koerland en in 1679 onderhandelde hij namens de keurvorst de Vrede van Saint-Germain.

### Landgraaf
Na de Vrede van Saint-Germain beëindigde hij zijn carrière in het Brandenburgse leger. Vervolgens leefde hij als landjonker in Brandenburg en kreeg hij in 1680 de regering over het landgraafschap Hessen-Homburg toegewezen. Na de dood van zijn oudere broer Willem Christoffel in 1681 probeerde hij ook het ambt Bingenheim te bemachtigen, maar dat moest hij na een lange juridische strijd afstaan aan landgraaf Ernst Lodewijk van Hessen-Darmstadt. In ruil daarvoor kreeg hij een financiële compensatie.
Hij liet het Slot van Homburg in barokstijl herbouwen. Ook probeerde Frederik II zonder veel succes de economie te doen herleven door een glasmanufactuur en een zoutpan op te richten. Bovendien ving hij uit Frankrijk verdreven hugenoten en waldenzen op en liet hij zijn beenprothese versieren met zilver en veren, wat hem de bijnaam Landgraaf met het Zilveren Been opleverde. Nadat hij een laatste bezoek bracht aan koning Karel XII van Zweden in Leipzig, overleed Frederik in januari 1708 op 74-jarige leeftijd, vermoedelijk aan een longaandoening. Hij werd bijgezet in de crypte van het Slot van Homburg.

## Huwelijken en nakomelingen
Frederik II en zijn tweede echtgenote Louise-Elisabeth Kettler (1646-1690) (Mitau, 12 augustus 1646 - Weferlingen, 16 december 1690), een dochter van Jacob Kettler (1610-1682), hertog van Koerland en Semgallen kregen twaalf kinderen:
- Charlotte (1672-1738), huwde in 1694 met hertog Johan Ernst III van Saksen-Weimar
- Frederik III (1673-1746), landgraaf van Hessen-Homburg
- Karel Christiaan (1674-1695), sneuvelde tijdens de Negenjarige Oorlog
- Hedwig Louise (1675-1760), huwde in 1718 met graaf Adam Frederik van Schlieben
- Filips (1676-1703), sneuvelde tijdens de Spaanse Successieoorlog
- Wilhelmina Maria (1678-1770), huwde in 1711 met graaf Anton II van Aldenburg
- Eleonora Margaretha (1679-1763), zuster in het Sticht Herford
- Elisabeth Juliana Francisca (1681-1707), huwde in 1702 met vorst Frederik Willem Adolf van Nassau-Siegen
- Johanna Ernestine (1682-1698)
- Ferdinand (1683)
- Karel Ferdinand (1684-1688)
- Casimir Willem (1690-1726), huwde in 1722 met gravin Christina Charlotte van Solms-Braunfels

In 1691 huwde hij nog een derde maal, met gravin Sophia Sibylle van Leiningen-Westerburg (1656-1724). Ze kregen drie kinderen:
- Lodewijk George (1693-1728), huwde in 1710 met gravin Christina van Limpurg-Sontheim
- Frederika Sophia (1693-1694)
- Leopold (1695)